# Mike Candrea
Mike Candrea, né le 29 août 1955 à La Nouvelle-Orléans en Louisiane, est un entraîneur de softball. Entraîneur historique des Wilcats de l'université de l'Arizona, il devient entraîneur de l'équipe des États-Unis pour les Jeux olympiques 2004 et remporte la médaille d'or olympique. Reconduit jusqu'aux Jeux de 2008, il accompagne son équipe jusqu'en finale où elle est battue par le Japon.

## Biographie
Mike Candrea devient l'entraîneur des Wilcats de l'université de l'Arizona en 1988 et remporte dans les années 1990 cinq fois le championnat du monde de softball universitaire lors des saisons 1991, 1993, 1994, 1996, 1997. Ses succès universitaires, il fait du programme d'Arizona l'un des meilleurs du pays, lui fait entrée comme entraîneur assistant de l'américaine pour les championnats du monde 1994. Il retrouve ce poste en 2001 à l'occasion des rencontres qualifications pour les Jeux panaméricains 2001.
En juin 2002, il est nommé entraîneur principal de l'équipe nationale des États-Unis de softball. Pour ses débuts, il remporte le championnat du monde de softball de 2002 à Saskatoon au Canada. Lors de la tournée de préparation aux Jeux olympiques 2004, sa femme Sue meurt le 18 juillet 2004,,,. Soutenus par ses deux enfants, son fils Mikel et sa fille Michelle, il reste avec l'équipe américaine lors des Jeux d'Athènes.
Dans la rencontre rencontre de la finale du championnat universitaire 2010, il s'en prend à l'arbitre de troisième base après plusieurs appels contre sa lanceuse lors d'une défaite 9 à 0 en partie à cause de huit lancers appelés illégaux. 
Après la finale perdue aux Jeux olympiques de 2008 de Pékin, Candrea quitte son poste à la tête à l'équipe nationale américaine. Il reste impliqué dans le développement du softball, principalement en Europe, pour que le Comité international olympique vote pour réintégrer le softball aux Jeux olympiques d'été.

## Palmarès
Comme entraîneur de l'université de l'Arizona, Mike Candrea a remporté les titres suivants :
- Championnat du monde de softball universitaire en 1991, 1993, 1994, 1996, 1997, 2001, 2006 et 2007.
- Vainqueur de la saison régulière de la conférence PAC-10 en 1992, 1994, 1995, 1997, 1998, 2001, 2003, 2004, 2005 et 2007.
- Vainqueur de la saison régulière de la conférence PAC-12 en 2017.

Comme entraîneur de l'équipe des États-Unis, il a remporté :
- Médaille d'or aux Jeux olympiques de 2004 à Athènes en Grèce.
- Médaille d'argent aux Jeux olympiques de 2008 à Pékin en Chine.
- Médaille d'or au championnat du monde de softball de 2002 à Saskatoon au Canada.
- Médaille d'or au championnat du monde de softball de 2006 à Pékin en Chine.
- Médaille d'argent à la coupe du monde de softball de 2005 à Oklahoma City aux États-Unis.
- Médaille d'or à la coupe du monde de softball de 2006 à Oklahoma City aux États-Unis.
- Médaille d'or à la coupe du monde de softball de 2007 à Oklahoma City aux États-Unis.
- Médaille d'or aux Jeux panaméricains 2003 à Saint-Domingue en République dominicaine.
- Médaille d'or aux Jeux panaméricains 2007 à Rio de Janeiro au Brésil.

Individuellement, il a reçu les récompenses suivantes :
- Entraîneur de l'année en 1994, 1996 et 1997
- Entrée au Temple de la Renommé de la National Fastpitch Coaches Association en 1996
- Entrée au Temple de la Renommé du softball américain en 2017